# Lukáš Zelenka
Lukáš Zelenka (Praga, 12 febbraio 1983) è un ex calciatore ceco, di ruolo difensore.

## Carriera

### Nazionale
Esordì appena diciannovenne nella Nazionale ceca Under-21 nel 2001, con la quale avrebbe conquistato l'anno successivo l'europeo Under-21.
Vanta 3 presenze nella nazionale maggiore della Repubblica Ceca.